# Gyöngyössi Pál
Pettyéni Gyöngyössi Pál, Gyöngyösi (Kassa vagy Derecske, 1707. április 26. – ?, 1790) orvosdoktor, Gyöngyösi Pál teológus fia.

## Életpályája
1723. július 23-tól Debrecenben a felső iskolai osztályokba lépett. 1724-ben apját követte a számkivetésbe és tőle nyert oktatást a nyelvekben és egyéb tudományokban. 1727. május 13-tól az odera-frankfurti egyetemre iratkozott be és 1732-ben Leidenben Schultens alatt a keleti nyelvekben képezte ki magát; azután Harderwijkben tanult, ahol 1753-ban orvosdoktor lett. Boerhaave ajánlatára Erzsébet cárné Oroszországba hívta, ahol előbb a szentpétervári tengerészeti kórháznak, majd a nemes ifjak katonaintézetének orvosává és 1766-ban ezer tallér évi fizetéssel udvari orvos lett. Az Orosz Birodalmi Orvosi Tanács tagja lett. Azonban szabadelvű nyilatkozatai sok ellenséget szereztek neki: ebbeli bánatában gyógyíthatatlan búskomorságba esett és azután nemsokára meghalt.
Barátjának, Szathmáry Orbánnak De usu salis in sacris Israelitarum ejusque mysteriis (Utrecht, 1734) című disszertációjában van egy latin költeménye, melyet Weszprémi (Succincta Biogr. I. 60.) is közöl.
Arcképei: két rézmetszet, az elsőt Páldi István (ki magyarországi származású) Leidában 1744., a másikat Fritschius (C. M.) Amsterdamban 1753-ban adta ki (Gy. orosz öltözetben.)

## Munkái
- Chorea Castrorum, exercitus fidei. Cant. 6, 12. Hebr. 11. 33. 34. sub tessara Gedeonis militari Jud. VII. v. 20. Et Clamarunt Gladius, Jehovae et Gedeonis. Praes. Paulo Gyöngyösi, patre... Disp. 26. maj. 1730. Frank. ad Viadr.
- Index Locorum S. Codicis et Vocum Hebraearum, Arabicarum, Aramaearum, itemque Graecarum et Latinarum, in Commentarium Alberti Schultensii, Proverbia Salomonis explicantis, concinnatus. Lugd. Bat., 1748.
- Dissertatio inaug. medica, de Remediis empyricis. Harderov., 1753. (Ujra nyomatott a Disput. Hallerian. ad Histor. morbor. et curat. facientibus. Lausannae, 1760. VII. num. 233.)
- Dissertatio de Cachexia. Lausanne, 1753.